# Khwadja-i Djahan Ahmad Ayaz
Khwaja-i Jahan Ahmad Ayaz (1270-1351) fou un alt dignatari del sultanat de Delhi. Era kotwal de Siri sota el sultà Ala al-Din Muhammad Shah I Khalji (1296-1316) i va conservar el càrrec sota els seus successors.
Muhammad Shah II Tughluk (1325-1351) li va donar el títol de Khwadja-i Djahan quan va pujar al tron (1325). A la mort del sultà el març de 1351 va seguir un període confós, ja que ningú sabia on era Firuz, al qual els rumors consideraven mort en la lluita contra els mongols; Ahmad Ayaz va posar al tron a un nen de sis anys, de pares desconeguts, que va afirmar que era el fill de Muhammad (Mahmud Shah I Tughluk ibn Muhammad).
Quan Firuz, que era en campanya al Sind, va donar notícies seves amb un cert retad, va evitar el contacte en lloc de fer-li submissió i entregar al sultà infant. Però els altres nobles van aprofitar per exigir la seva deposició i execució. Firuz Shah Tughluk (1351-1388) fou proclamat i Ahmad Ayaz, de 84 anys, es va avançar a la seva execució i es va fer matar per un amic; el diwan-i vizarat dirigit pel naib wazir Tilangani va exercir gran part del poder; Tilingani també va portar el títol de Khwadja-i Djahan.